# AEGON Classic 2013
L'AEGON Classic 2013 è stato un torneo di tennis giocato sull'erba. È stata la 32ª edizione dell'AEGON Classic, che fa parte della categoria International nell'ambito del WTA Tour 2013. Si è giocato all'Edgbaston Priory Club di Birmingham in Inghilterra dal 9 al 16 giugno 2013.

## Partecipanti

### Teste di serie
| Nazionalità   | Giocatrice           | Ranking* | Testa di serie |
| ------------- | -------------------- | -------- | -------------- |
| Belgio        | Kirsten Flipkens     | 21       | 1              |
| Russia        | Ekaterina Makarova   | 22       | 2              |
| Romania       | Sorana Cîrstea       | 30       | 3              |
| Austria       | Tamira Paszek        | 33       | 4              |
| Germania      | Sabine Lisicki       | 34       | 5              |
| Germania      | Mona Barthel         | 35       | 6              |
| Regno Unito   | Laura Robson         | 37       | 7              |
| Polonia       | Urszula Radwańska    | 40       | 8              |
| Belgio        | Yanina Wickmayer     | 41       | 9              |
| Taipei cinese | Hsieh Su-wei         | 42       | 10             |
| Giappone      | Ayumi Morita         | 44       | 11             |
| Francia       | Kristina Mladenovic  | 46       | 12             |
| Serbia        | Bojana Jovanovski    | 47       | 13             |
| Regno Unito   | Heather Watson       | 48       | 14             |
| Italia        | Francesca Schiavone  | 50       | 15             |
| Slovacchia    | Magdaléna Rybáriková | 52       | 16             |

* Le teste di serie sono basate sul ranking al 27 maggio 2013.

### Altri partecipanti
Le seguenti giocatrici hanno ricevuto una wild card per il tabellone principale:
- Anne Keothavong
- Johanna Konta
- Tara Moore
- Melanie South

Le seguenti giocatrici sono passate dalle qualificazioni:

- Casey Dellacqua
- Maria Sanchez
- Nadežda Kičenok
- Kurumi Nara
- Alison Van Uytvanck
- Alla Kudrjavceva
- Ajla Tomljanović
- Alison Riske

## Campioni

### Singolare
Daniela Hantuchová ha sconfitto in finale  Donna Vekić per 7–6(5), 6-4.
- È il sesto titolo in carriera per Hantuchová, il primo del 2013.

### Doppio
Ashleigh Barty /  Casey Dellacqua hanno sconfitto in finale  Cara Black /  Marina Eraković per 7-5, 6-4.